# Municipio de Altamont (Carolina del Norte)
El municipio de Altamont (en inglés: Altamont Township) es un municipio ubicado en el  condado de Avery en el estado estadounidense de Carolina del Norte. En el año 2010 tenía una población de 1.297 habitantes.

## Geografía
El municipio de Altamont se encuentra ubicado en las coordenadas 36°0′1.27″N 81°56′26.04″O / 36.0003528, -81.9405667.